# Universe: The Definitive Visual Guide
Universe: The Definitive Visual Guide é um livro de não-ficção de 528 páginas em inglês de nove co-autores britânicos (Robert Dinwiddie, Philip Eales, David Hughes, Iain Nicolson, Ian Ridpath, Giles Sparrow, Pam Spence, Carole Stott e Kevin Tildsley) com um breve prefácio de Sir Martin Rees, publicadoo pela primeira vez em 2005.
O livro está dividido em três seções, começando com uma introdução às teorias do Universo, exploração espacial, visão da Terra sobre o espaço e como o Universo terminará. A segunda seção, "Guia do Universo", contém informações sobre o Sol e o Sistema Solar, bem como a Via Láctea e outros tipos de galáxias . A última seção, "O céu noturno", possui mapas e gráficos de página inteira do céu noturno para os espectadores do  orte e do sul, além de uma lista abrangente das constelações .
O livro contém imagens coloridas, mapas e fotografias de sondas. Há uma análise aprofundada das características dos planetas no Sistema Solar, como as crateras de Vênus e as cordilheiras de Marte . Há também legendas descrevendo os cientistas e as histórias por trás de várias descobertas.
O livro foi produzido em Londres por Dorling Kindersley e é publicado internacionalmente. Uma edição revisada e atualizada foi publicada em setembro de 2007, incluindo desenvolvimentos como a reclassificação de Plutão como planeta anão . Em outubro de 2012, o livro foi revisado pela terceira vez, adicionando informações recém-descobertas sobre planetas em outros sistemas planetários e água em Marte .

## Detalhe de publicação
- Dinwiddie, Robert; Philip Eales; David Hughes; Iain Nicolson; Ian Ridpath; Giles Sparrow (2007). Universe 2ª ed. London: DK Pub. ISBN 978-1-4053-1640-8